# Cantón de Châtillon-sur-Loire
El cantón de Châtillon-sur-Loire era una división administrativa francesa, que estaba situada en el departamento de Loiret y la región de Centro-Valle de Loira.

## Composición
El cantón estaba formado por seis comunas:
- Autry-le-Châtel
- Beaulieu-sur-Loire
- Cernoy-en-Berry
- Châtillon-sur-Loire
- Pierrefitte-ès-Bois
- Saint-Firmin-sur-Loire

## Supresión del cantón de Châtillon-sur-Loire
En aplicación del Decreto n.º 2014-244 de 25 de febrero de 2014, el cantón de Châtillon-sur-Loire fue suprimido el 22 de marzo de 2015 y sus 6 comunas pasaron a formar parte del nuevo cantón de Gien.